# Bagnoli di Sopra
Bagnoli di Sopra (velenceiül Bagnołi de Sora) település Olaszországban, Veneto régióban, Padova megyében. Lakosainak száma 3396 fő (2023. január 1.). Bagnoli di Sopra Agna, Anguillara Veneta, Arre, Tribano és Conselve községekkel határos.

## Népesség
A település népességének változása:
| Lakosok száma | 3625 | 3612 | 3396 |
|               | 2017 | 2018 | 2023 |